# Montani (famiglia)
La casata Montani è una famiglia aristocratica con genealogia multilineare, ha avuto importanti esponenti legati alla Sabina e a Roma nell'arco temporale che va dalla fine del 1500 ai primi anni del 1700.

## Origini
Non sono disponibili documenti che li collegano agli altri nuclei omonimi provenienti da Milano, Pesaro e Spoleto, pertanto sono da considerare una linea a sé stante, che si sviluppa a Roma, ma che ha origini dirette nella regione Sabina ed in particolare a Rocchette, separata da tutte le altre linee, compreso quella umbra con la quale maggiormente si sovrappongono i vari periodi storici e le località che li hanno in qualche modo ospitati, tra cui soprattutto Roma.

## I Montani nella Sabina
(notizie e riferimenti in buona parte tratti dal volume in bibliografia di Della Portella, pagine da 3 a 7 )

Come spesso accadeva per le famiglie della piccola aristocrazia, determinanti furono i rapporti con le casate della nobiltà capitolina. Nel caso dei Montani ci furono importanti legami matrimoniali che contribuirono ad un loro inserimento nella Roma cardinalizia, vedi le famiglie Lotti, Orlandi, Solidati (da Contigliano) e Palelli  (da Rocchette in Sabina, molto assestata in Roma a partire da Tiberio Palelli, ufficiale Palatino e Cavaliere di San Pietro, archiatra, di Alessandro Farnese cardinale, poi divenuto Papa Paolo III ). Nello stesso tempo acquisirono notorietà e conoscenze, anche fornendo i loro servizi in modo onesto e oculato, guadagnandosi stima e conquistando cariche (anche prestigiose) negli uffici della curia romana, diventando affermati notai, giudici e ufficiali delle milizie pontificie. 

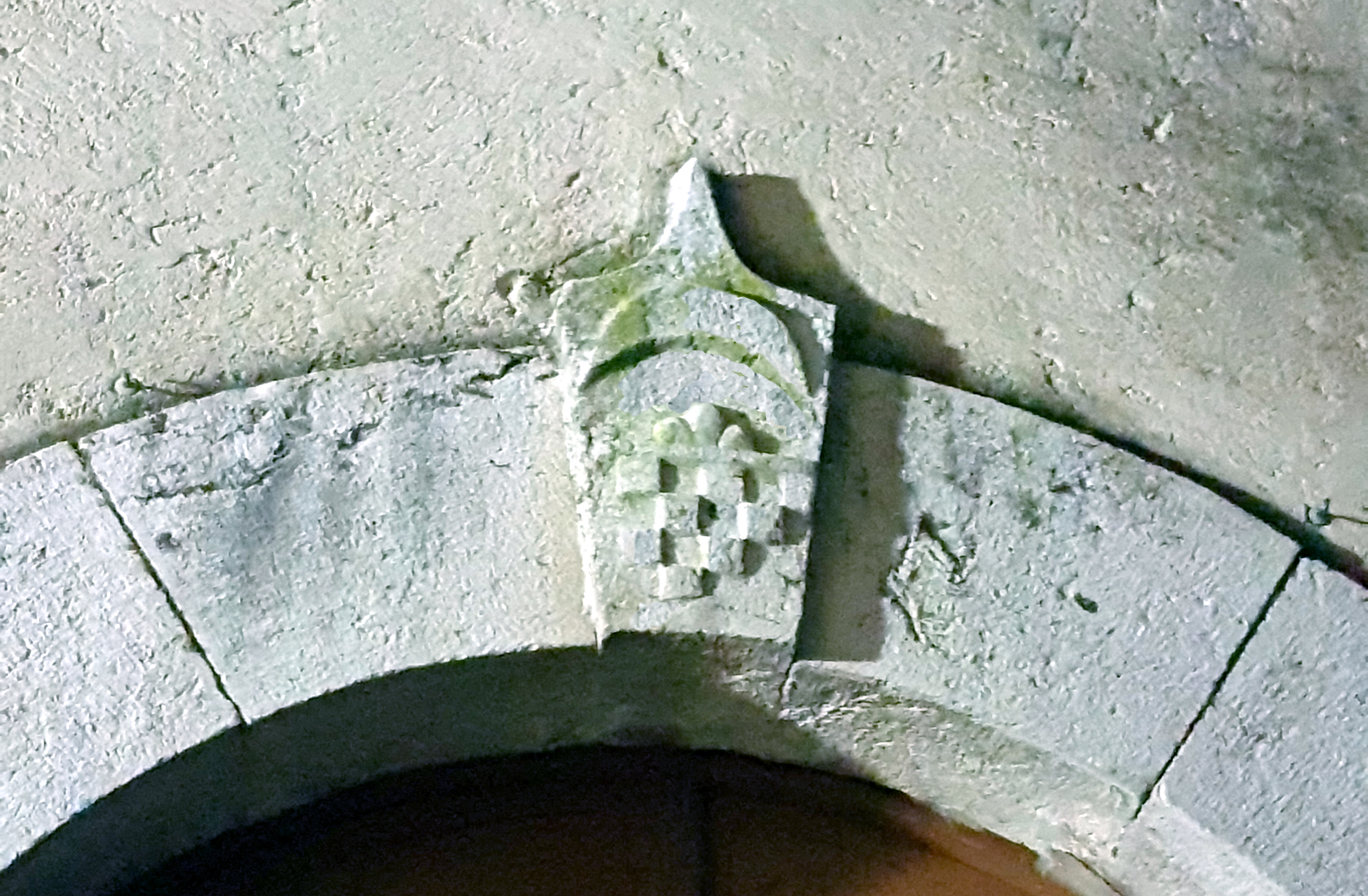
Stemma Montani in Via Palazzo a Rocchette in Sabina

Dai fratelli Muzio, Fulvio e Conversio Montani, ebbero origine importanti e significative figure della famiglia, legate alla Sabina e a Roma, di cui si conoscono nomi e vicende principali, a partire dalla fine del 1500 e fino ai primi anni del 1700. In questo periodo riuscirono ad accrescere i loro possedimenti presso i paesi di Rocchette in Sabina,  Rocchettine, Casperia (allora Aspra) e anche a Roma, dove in particolare riuscirono ad accumulare un notevole patrimonio immobiliare in diverse zone e quartieri come: il Popolo, Capo le Case, S. Giovanni de' Fiorentini, Quattro Fontane, Campo Marzio (Della Portella, p. 3) .
Lo stemma della famiglia, eseguito in stucco, presente in due esemplari sui lati interni della piccola chiesa extra-moenia di San Sebastiano a Rocchette in Sabina, testimonia l'impegno dei Montani, (che ne detenevano il patronato) a conservarla in modo decoroso al punto che negli ultimi anni del Seicento, ne affidano il rifacimento al sodalizio tra il pittore Girolamo Troppa e lo scultore architetto Michele Valsangiacomo Chiesa. Unico collegamento, con il nucleo Umbro, si può vedere esaminando questo stemma, dove oltre ai consueti tre monti (elemento parlante che descrive la famiglia),viene raffigurato un serpente o una anguilla ovvero l'alleanza con famiglia Capitoni, ottenuta tramite il matrimonio del 1659 avvenuto a San Gemini, tra il conte Francesco Averso Capitoni ed una esponente della famiglia Montani.
I rappresentanti principali del nucleo sabino della famiglia Montani, sono vissuti in un periodo durato circa 150 anni e incentrato essenzialmente nel XVI secolo:
- Cesare Montani seniore (1553-1629) scrittore apostolico nella curia pontificia di papa Sisto V, riuscì ad ottenere il patronato di una cappella nella basilica romana di San Lorenzo in Lucina, con diritto di sepoltura per sé e i suoi eredi. Tra le molte proprietà acquisite durante la sua vita, si distingue per prestigio il palazzo dislocato dinnanzi alla chiesa di Santa Maria Maggiore, contiguo all'abitazione del Bernini.
- Pietro Montani (? - 1637), fratello di Cesare, Cavaliere del Giglio stringe rapporti con le famiglie Lotti e Orlandi a seguito del suo matrimonio e di quello della figlia Barbara, fu al servizio del cardinale Tiberio Muti.
- Giovanni Battista Montani (? -1632), nipote di Cesare seniore e figlio di Paolo, anche lui Cavaliere del Giglio, risiedette a Palazzo Montani in Santa Maria Maggiore.
- Felice Montani (? - 1641), Capitano della Milizia Pontificia a piedi e tre anni prima della sua morte Capo della Cavalleria dei Sabini, risiedette nei pressi del Palazzo Capponi a Roma.
- Montano Montani (? - 1642), fu presente in Roma come confratello della Arciconfraternita del S.mo Sacramento nella chiesa dei Santi Celso e Giuliano, fece poi ritorno a Rocchette in Sabina dove esercitò la professione di notaio, podestà e giudice ordinario della Comunità di Castiglione in Sabina.
- Cesare Montani juniore (? - 1663) Capitano della milizia pontificia, abitò anche lui a Roma presso il Palazzo incontro la Tribuna di S.Maria Maggiore, ma si occupò anche della sua casa presso Rocchettine (la rocca Guidonesca gemella di Rocchette in Sabina) dove collezionò moltissime opere d'arte e oggetti preziosi. Fondò la Compagnia equestre di Corneto (l'odierna Tarquinia) e durante alcuni spostamenti con la sua compagnia contrasse una malattia renale che gli costò la vita.
- Giacomo Antonio Montani (? - 1661), intrattenne rapporti finanziari con Domenico Vaini (marchese di Vacone). Insieme ai fratelli Cesare e Alessandro ebbe dei contrasti con Filippo Montani sul possesso di alcuni beni situati a Rocchette che vennero sanati arrivando ad un compromesso giudiziario nel 1661. dopo la sentenza però, Giacomo venne assassinato nella sua casa, con tre colpi di archibugio, sparati dal sicario stronconese Giuseppe Ferracci incaricato da Filippo Montani.

- Beatrice Montani (? - 1687), nata dal secondo matrimonio di Felice. La sua unione con Giovanni Sernicoli da Calvi fu particolarmente importante per i risvolti indiretti su conoscenze e influenze nel mondo artistico romano, dove costui era molto conosciuto. Oltre la famiglia ne trasse giovamento anche la carriera del pittore Girolamo Troppa che frequento abitualmente il Sernicoli e successivamente anche suo figlio Giovanni Felice. Visse a Roma nel quartiere della parrocchia di San Biagio della Pagnotta.
- Giovanni Paolo Montani ( n. a Rocchette 1621 - ?), dopo aver studiato retorica a Roma, divenne padre Lorenzo entrando a far parte dell'ordine religioso dei Chierici Regolatori Minori nella chiesa romana di S.Lorenzo in Lucina. Nel 1685 presso questa chiesa, celebra il matrimonio di Girolamo Troppa con Anna Maffei. Particolarmente carismatico rappresentò l'ordine durante il dibattito tenuto con altri ordini religiosi, sulla dottrina del teologo Miguel de Molinos.
- Filippo Montani (n. a Rocchette  1627 -m. Roma 1680),soprannominato Filippetto, visse a Roma e si occupo di notevoli operazioni finanziarie connesse alla Sabina e a Rieti. La sua amicizia con il pittore Mario Nuzzi, con la mediazione di Giovanni Sernicoli, diede la possibilità al giovane Girolamo Troppa di frequentare con profitto la bottega del maestro. Fu accusato di essere il mandante dell'omicidio di Giacomo Montani e su di lui fu posta una taglia di 250 scudi; Solo in seguito all'intervento di Guido Vaini, Principe di Cantalupo riusci ad evitare il carcere. È sepolto presso la Cappella Montani nella chiesa di San Lorenzo in Lucina.
- Giuseppe Antonio Montani (n. a Rocchette 1638 - m. Casperia 1710), visse in gioventù a Roma insieme al fratello maggiore Filippo, in una casa in vicolo della chiavica delli Brandani verso la Torretta a mano destra per poi trasferirsi presso il Palazzo di S.Marco. Eredita un notevole patrimonio e consegue come da tradizione la nomina a Cavaliere del Giglio, vive anche a Rocchette presso il palazzo che porta ancora lo stemma scolpito sul portale d'ingresso datato 1608[7] e collabora con l'amico fraterno Girolamo Troppa  a diverse ricostruzioni tra cui la citata chiesa di San Sebastiano[8], ma anche la più grande Chiesa Parrocchiale del S.mo Salvatore sulla sommità del borgo. Viene seppellito presso il Convento dei Padri Cappuccini di Montefiolo a Casperia

### Tabella discendenza
|                                                             |                                                             |                                                         |                                                         |                             |                                                           |                                                           |                                              |                              |                              |     |     | | |                                  |                                  |                                           |                                           |
|                                                             |                                                             |                                                         |                                                         |                             |                                                           |                                                           |                                              |                              |                              |     |     | | |                                  |                                  |                                           |                                           |
|                                                             |                                                             |                                                         |                                                         |                             |                                                           |                                                           |                                              |                              |                              |     |     | | |                                  |                                  |                                           |                                           |
|                                                             |                                                             |                                                         |                                                         |                             |                                                           |                                                           |                                              |                              |                              |     |     | | |                                  |                                  |                                           |                                           |
|                                                             | Muzio                                                       | Muzio                                                   |                                                         |                             | Fulvio                                                    | Fulvio                                                    |                                              |                              |                              |     |     | | | Conversio                        | Conversio                        |                                           |                                           |
|                                                             |                                                             |                                                         |                                                         |                             |                                                           |                                                           |                                              |                              |                              |     |     | | |                                  |                                  |                                           |                                           |
|                                                             |                                                             |                                                         |                                                         |                             |                                                           |                                                           |                                              |                              |                              |     |     | | |                                  |                                  |                                           |                                           |
| Cesare seniore (1553-1629)                                  | Cesare seniore (1553-1629)                                  | Pietro (?-1637) sp. Laura Lotti                         | Pietro (?-1637) sp. Laura Lotti                         |                             | Alessandro sp. Laura De Sanctis                           | Alessandro sp. Laura De Sanctis                           |                                              |                              |                              |     |     | | | Filippo sp. Egidia Valentini     | Filippo sp. Egidia Valentini     |                                           |                                           |
|                                                             |                                                             |                                                         |                                                         |                             |                                                           |                                                           |                                              |                              |                              |     |     | | |                                  |                                  |                                           |                                           |
|                                                             |                                                             |                                                         |                                                         |                             |                                                           |                                                           |                                              |                              |                              |     |     | | |                                  |                                  |                                           |                                           |
| Paolo sp. Artemisia Palelli                                 | Paolo sp. Artemisia Palelli                                 | Barbara sp. Bassano Orlandi                             | Barbara sp. Bassano Orlandi                             |                             | Felice A sp. Creusa Pellecrastina B sp. Plautilia Paluzzi | Felice A sp. Creusa Pellecrastina B sp. Plautilia Paluzzi |                                              |                              |                              |     |     | Ludovico C sp. Margherita Sibilli nel 1624 D sp. Doralice Solidati nel 1634 1 (vedova di Giovanni Battista) | Ludovico C sp. Margherita Sibilli nel 1624 D sp. Doralice Solidati nel 1634 1 (vedova di Giovanni Battista) |                                  |                                  | Montano ( ? - 1642) sp. Agnese De Sanctis | Montano ( ? - 1642) sp. Agnese De Sanctis |
|                                                             |                                                             |                                                         |                                                         |                             |                                                           |                                                           |                                              |                              |                              |     |     | | |                                  |                                  |                                           |                                           |
|                                                             |                                                             |                                                         |                                                         |                             |                                                           |                                                           |                                              |                              |                              |     |     | | |                                  |                                  |                                           |                                           |
| Giovanni Battista (?-1632) sp. Doralice Solidati nel 1619 1 | Giovanni Battista (?-1632) sp. Doralice Solidati nel 1619 1 | Alessandro juniore A (? - 1665) sp. Gentilesca Abbatoni | Alessandro juniore A (? - 1665) sp. Gentilesca Abbatoni | Cesare juniore B (? - 1663) | Cesare juniore B (? - 1663)                               | Beatrice B (? - 1663) sp. Giovanni Sernicoli              | Beatrice B (? - 1663) sp. Giovanni Sernicoli | Giacomo Antonio B (? - 1661) | Giacomo Antonio B (? - 1661) | ? C | ? C | Filippo (Filippetto) C (1627 - 1680)                                                                        | Filippo (Filippetto) C (1627 - 1680)                                                                        | Giuseppe Antonio D (1638 - 1710) | Giuseppe Antonio D (1638 - 1710) | Giovanni Paolo (padre Lorenzo) (1621 - ?) | Giovanni Paolo (padre Lorenzo) (1621 - ?) |